# Asnières-sous-Bois
 Asnières-sous-Bois  es una población y comuna francesa que se encuentra en la región de Borgoña, departamento de Yonne, en el distrito de Avallon y cantón de Vézelay.

## Demografía
| 221 | 208 | 187 | 167 | 156 | 166 |
| Para los censos de 1962 a 1999 la población legal corresponde a la población sin duplicidades (Fuente: INSEE [Consultar]) |     |     |     |     |     |